# 퓌슈푀클러다니구

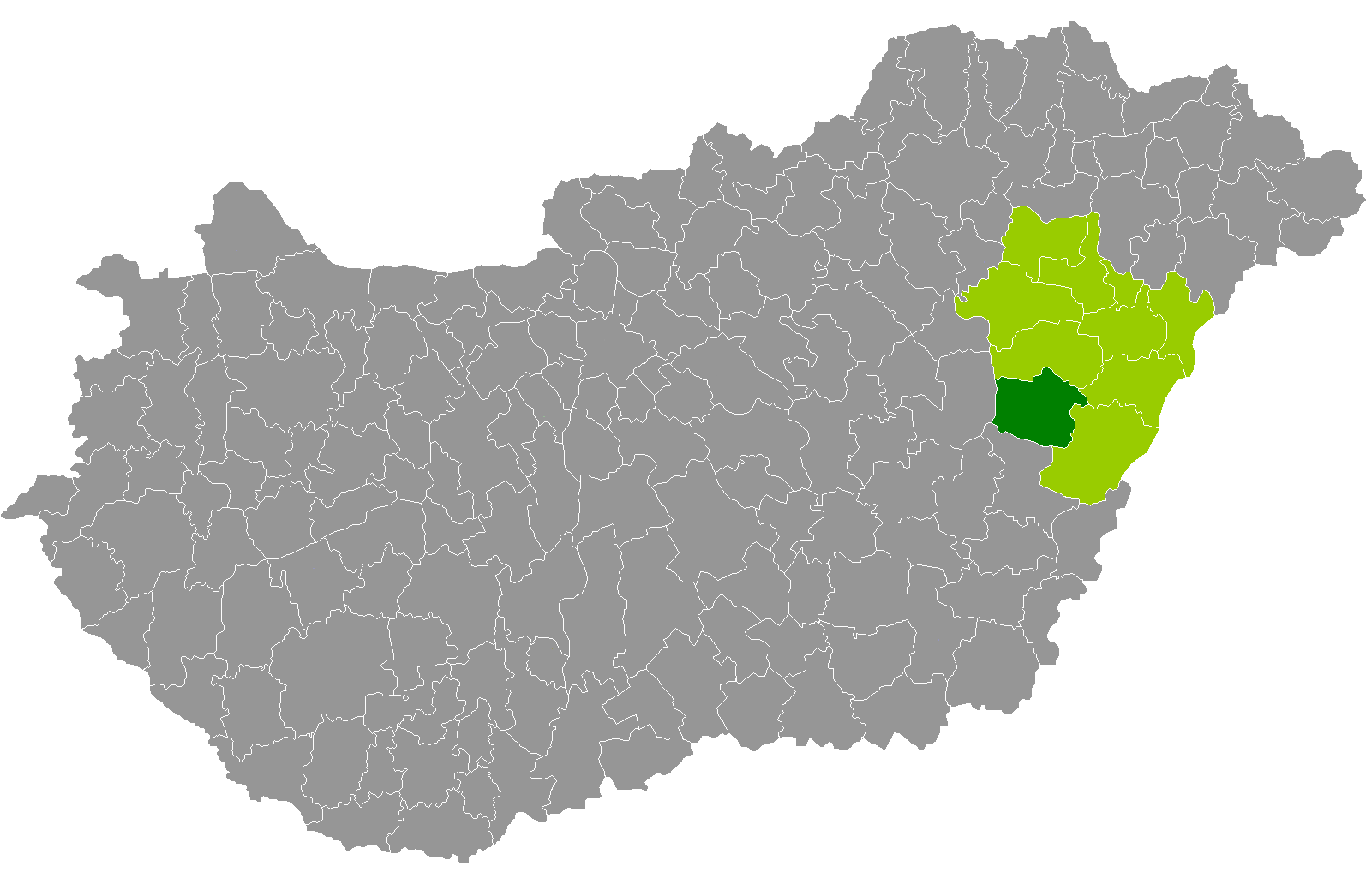
허이두비허르주 지도에 표시된 퓌슈푀클러다니구의 위치

퓌슈푀클러다니구(헝가리어: Püspökladányi járás)는 헝가리 허이두비허르주에 위치한 구로 구청 소재지는 퓌슈푀클러다니이며 면적은 729.04km2, 인구는 40,426명(2011년 기준), 인구 밀도는 55명/km2이다.
북쪽으로는 허이두소보슬로구, 동쪽으로는 데레치케구, 베레초우이펄루구, 남쪽으로는 베케시주 세그헐롬구, 서쪽으로는 야스너지쿤솔노크주 커르처그구와 접한다. 12개 지방 자치체(2개 시, 10개 마을)를 관할한다.

구 문장